# Cristian Mora
Cristian Mora (Vinces, 1979. augusztus 26.) ecuadori válogatott labdarúgó, jelenleg az LDU kapusa.